# Denti bianchi
Denti bianchi (White Teeth) è il libro d'esordio della scrittrice inglese Zadie Smith, pubblicato in Gran Bretagna nel 2000 e diventato immediatamente un caso letterario mondiale, vincendo il Whitbread First Novel Award, il Betty Trask Award, il Guardian First Book Award, il Commonwealth Writers First Book Prize e il James Tait Black Memorial Prize per la narrativa.

## Trama
Il 1º Gennaio 1975 Archie Jones, un uomo inglese di 47 anni appena lasciato dalla moglie, tenta di togliersi la vita, ma un imprevisto gli fa cambiare idea. Prendendolo come un segno del destino, Archie lancia una moneta e si ritrova a una festa di Capodanno. Lì incontra Clara Bowden, una ragazza giamaicana la cui madre, Hortense, è una devota testimone di Geova. Clara aveva avuto una frequentazione con un ragazzo asociale e poco attraente di nome Ryan Topps, ma la loro relazione era andata a rotoli a causa della decisione di Ryan di unirsi ai testimoni di Geova come la madre di Clara. Archie e Clara si sposano e hanno una figlia, Irie, che cresce intelligente ma con poca fiducia in se stessa a causa della sua obesità patologica e del suo essere meticcia. 
A Londra vive anche il migliore amico di Archie, Samad Iqbal, bengalese di religione musulmana con cui trascorre la maggior parte del tempo al pub O'Connell's: i due si conoscono al fronte sul finire della Seconda Guerra Mondiale, e la loro amicizia nasce quando, su ordine di Samad che però non assiste alla scena, Archie accetta di giustiziare uno scienziato nazista in fuga anziché consegnarlo alle autorità. Dopo la guerra, Samad emigra in Gran Bretagna e sposa Alsana Iqbal, nata Alsana Begum, o "Miss Alsana", in un tradizionale matrimonio combinato. Trent'anni dopo, Samad è un cameriere insoddisfatto in una curry house del West End ed è ossessionato dalla mitologica storia del suo bisnonno, Mangal Pandey, un soldato indù dell'Uttar Pradesh famoso per aver sparato il primo colpo della ribellione indiana del 1857 (anche se mancò il bersaglio e fu giustiziato). Samad e Alsana hanno due gemelli, Magid e Millat, della stessa età di Irie. Samad fatica a mantenere la sua devozione all'Islam in Inghilterra ed è continuamente tormentato da quelli che considera gli effetti di questo conflitto culturale sulla propria moralità: i suoi valori musulmani sono corrotti dalla masturbazione compulsiva, dal consumo di birra e dalla relazione con l'insegnante di musica dei suoi figli, Poppy Burt-Jones. Proprio a causa di questo conflitto interiore, Samad sceglie di mandare Magid, 10 anni, in Bangladesh, in modo che cresca correttamente sotto gli insegnamenti dell'Islam. Da questo momento le vite dei due gemelli seguiranno percorsi molto diversi: Magid in Bangladesh diventa un ateo anglicizzato e si dedica alla scienza, con grande rabbia e disapprovazione di Samad, mentre Millat a Londra vive un'adolescenza molto turbolenta. Arrabbiato per l'emarginazione del suo popolo nella società inglese, Millat manifesta contro lo scrittore Salman Rushdie per il suo romanzo I versi satanici nel 1989 e si unisce a una confraternita militante fondamentalista musulmana, il KEVIN (Keepers of the Eternal and Victorious Islamic Nation).
Le vite dei Jones e degli Iqbal si intrecciano con quella dei Chalfen, una famiglia bianca e borghese di intellettuali che viene reclutata dalla scuola di Irie e Millat per dare loro ripetizioni dopo che i due vengono sorpresi a fumare marijuana. Il padre, Marcus Chalfen, è un professore universitario e genetista che lavora a un controverso progetto dal nome "Il Topo del Futuro": il progetto consiste nell'introdurre agenti chimici cancerogeni nel corpo di un topo in modo da osservare la progressione di un tumore in un tessuto vivente. La madre, Joyce Chalfen, è un'orticoltrice e casalinga part-time che sviluppa presto il desiderio di "curare" Millat come se fosse una delle sue piante. In un certo senso, la famiglia Chalfen rappresenta un rifugio sicuro, perché accetta e comprende le vite turbolente di Irie, Magid e Millat. Irie si ritrova a lavorare per Marcus come segretaria, Marcus si interessa a Magid dal punto di vista intellettuale e gli sovvenziona il volo di ritorno, e persino i voti di Millat migliorano leggermente.
Tuttavia, sia Alsana che Clara sono infastidite dal fatto che i loro figli passino una tale quantità di tempo dai Chalfen, e l'arroganza di Joyce e Marcus li porta a inimicarsi sia Clara che la famiglia Iqbal. Le azioni dei Chalfen danneggiano, d'altra parte, anche il loro stesso figlio, Joshua, le cui difficoltà vengono ignorate dai genitori. Joshua sceglierà di ribellarsi alla famiglia unendosi al gruppo radicale per i diritti degli animali FATE (Fighting Animal Torture and Exploitation). Nel frattempo, dopo il suo ritorno dal Bangladesh, Magid lavora come assistente di ricerca di Marcus al progetto del Topo del Futuro, mentre Millat viene coinvolto ulteriormente in KEVIN. Irie, attratta da Millat fin dall'adolescenza, ha un'avventura di una notte con lui, che però finisce per respingerla poco dopo a causa delle sue convinzioni sulla purezza rituale dovute all'influenza del KEVIN. Sconfortata, Irie seduce Magid: lui la mette incinta, ma Irie non è sicura della paternità del bambino, perché i fratelli sono gemelli identici e quindi condividono lo stesso DNA.
Millat e il KEVIN, Joshua e il FATE, Hortense e i Testimoni di Geova decidono di protestare contro il Topo del Futuro di Marcus, che considerano un insulto alle loro convinzioni religiose ed etiche, in occasione della presentazione del progetto la notte di Capodanno del 1992 all'Istituto Perret. Hortense e gli altri Testimoni di Geova cantano a squarciagola davanti all'edificio; Samad esce per zittirli, ma non riesce a trovare il coraggio di farli smettere. Quando torna, si rende conto che il fondatore dell'Istituto Perret, lo scienziato più anziano del gruppo di Marcus Chalfen, è il dottor Perret, il nazista che aveva catturato durante la Seconda Guerra Mondiale e che aveva ordinato ad Archie di uccidere. Infuriato per il fatto che Archie non l'avesse ucciso tanti anni prima come invece gli aveva detto di aver fatto, Samad va immediatamente da lui per confrontarsi. Proprio in quel momento, Millat avanza verso il tavolo degli scienziati con una pistola. Per evitare che Millat diventi un assassino, Archie si lancia davanti a lui al momento dello sparo e viene colpito alla coscia. Cadendo, rompe la gabbia di vetro del topo, che fugge.
I destini dei protagonisti dopo quella sera sono raccontati separatamente alla fine del romanzo: poiché i testimoni identificano entrambi come colpevoli, Magid e Millat vengono condannati a svolgere lavori socialmente utili in un nuovo progetto di giardinaggio di Joyce. Joshua e Irie si mettono insieme e nel 2000 raggiungono Hortense in Giamaica con la figlia di Irie, che rimane all'oscuro della sua vera discendenza e considera Magid e Millat come zii. Il pub O'Connell's, in precedenza riservato ai soli uomini, viene aperto alle donne e Archie e Samad invitano finalmente le loro mogli a festeggiare il nuovo millennio.

## Edizioni
- Denti bianchi, traduzione di Laura Grimaldi, Mondadori, Milano 2000
- Denti bianchi, traduzione di Laura Grimaldi, Oscar Mondadori, Milano 2001
- Denti bianchi, traduzione di Laura Grimaldi, De Agostini, Novara 2007
- Denti bianchi, [traduzione di Laura Grimaldi], La Biblioteca di Repubblica-L'Espresso, Roma 2017